# Handbuch politisch-sozialer Grundbegriffe in Frankreich
Handbuch politisch-sozialer Grundbegriffe in Frankreich 1680-1820 (em português: Manual de Conceitos político-sociais Básicos na França 1680-1820) é uma obra coletiva, editada por Rolf Reichardt e Eberhard Schmitt, considerada uma das contribuições mais significativas da história dos conceitos alemã.

## Sobre
O Handbuch politisch-sozialer Grundbegriffe in Frankreich 1680-1820, publicado inicialmente em 1985, foi o último dos três grandes projetos pioneiros da história dos conceitos alemã, antecedido pelo Historisches Wörterbuch der Philosophie e pelo Geschichtliche Grundbegriffe. Coeditado pelos historiadores Rolf Reichardt e Eberhard Schmitt, a ênfase deste projeto se deu sobre os conceitos utilizados antes, durante e depois da Revolução Francesa, seguindo uma abordagem influenciada pela história social, pela história das mentalidades populares - da forma como concebida pelos pensadores da Escola dos Annales - bem como da sociologia do conhecimento de Peter L. Berger e Thomas Luckmann, que trataram a linguagem como um fenômeno primordialmente social e criaram definições mais práticas para a noção de realidade. Composta por vinte e um livros organizados em dezesseis volumes, a obra é apresentada por Reichardt, em nome dos demais editores, como um estudo de semântica histórica e de história social voltada para o contexto do Antigo Regime na França, começando em 1680 e continuando através dos grandes eventos históricos posteriores, como a Revolução e a Restauração, fechando o recorte temporal em 1820. A proposta do Manual, de acordo com os próprios editores, se situa entre a perspectiva teórica e interpretativa do Conceitos Históricos Básicos, e a lexicometria francesa, caracterizada pela abordagem quantitativa.
De acordo com Reichardt, a história dos conceitos praticada no Geschichtliche Grundbegriffe possuía pontos a serem criticados, mesmo que reconhecesse a influência central de Reinhart Koselleck, outrora seu professor, para o desenvolvimento da proposta do Handbuch. Se, por um lado, mantém algumas premissas teóricas deste último acerca do surgimento do mundo moderno, por outro lado afirma que o conteúdo do projeto antecessor é excessivamente focado na cultura das elites, particularmente na inclusão apenas do grandes pensadores e escritores. Outra crítica feita pelos editores do Manual foi em relação ao método. Em função da proposta, considerada de difícil realização, de identificar as transformações a longo prazo da semântica dos conceitos, retornando à Idade Média e na Antiguidade, para só então comparar os significados anteriores com o seu correspondente moderno, o Conceitos Históricos Básicos teria perdido parte da complexidade da configuração dos conceitos modernos, reforçando ainda mais o enfoque nas elites intelectuais.